# Ipoella insignis
Ipoella insignis är en insektsart som beskrevs av William Lucas Distant 1908. Ipoella insignis ingår i släktet Ipoella och familjen dvärgstritar. Inga underarter finns listade i Catalogue of Life.